# メーライ＝ホルヴァート・ジョーフィア

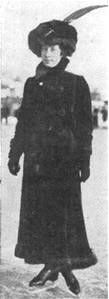

メーライ＝ホルヴァート・ジョーフィア または オピカ・フォン・メーライ＝ホルヴァート（ハンガリー語: Méray-Horváth Zsófia 又は Opika von Méray Horváth, 1889年12月30日 - 1977年4月25日）は、ハンガリー出身のフィギュアスケート選手(女子シングル)。
1912年、1913年、1914年世界フィギュアスケート選手権優勝。

## 経歴
- 1912年、1913年、1914年世界フィギュアスケート選手権 優勝。
- 第一次世界大戦により競技から引退、その後は語学教師となる。
- 1977年4月25日、ブダペストで死去。

## 主な戦績
| 大会/年    | 1910-11 | 1911-12 | 1912-13 | 1913-14 |
| ---------- | ------- | ------- | ------- | ------- |
| 世界選手権 | 2       | 1       | 1       | 1       |